# Francisco Bucareli
Francisco Bucareli foi Vice-rei de Navarra. Exerceu o vice-reinado de Navarra entre 1773 e 1780. Antes dele o cargo foi exercido por Duque de Montellano. Seguiu-se-lhe Manuel Azlor.